# Fatima Zohra Ait Ali
Fatima Zohra Ait Ali (1 de septiembre de 1988) es una deportista marroquí que compitió en judo. Ganó cinco medallas en el Campeonato Africano de Judo entre los años 2004 y 2013.

## Palmarés internacional
| Campeonato Africano | Campeonato Africano          | Campeonato Africano | Campeonato Africano |
| Año                 | Lugar                        | Medalla             | Categoría           |
| ------------------- | ---------------------------- | ------------------- | ------------------- |
| 2004                | Túnez (Túnez)                | Medalla de bronce   | –57 kg              |
| 2005                | Puerto Elizabeth (Sudáfrica) | Medalla de bronce   | –57 kg              |
| 2011                | Dakar (Senegal)              | Medalla de bronce   | –57 kg              |
| 2012                | Agadir (Marruecos)           | Medalla de bronce   | –57 kg              |
| 2013                | Maputo (Mozambique)          | Medalla de plata    | –57 kg              |